# Das Pack
Das Pack est un groupe allemand de rock et punk rock, originaire de Hambourg.

## Histoire
Les noms des membres viennent de leur jeunesse respective. Le 15 janvier 2010, le premier album du duo, intitulé Das Pack, sort chez Redfield Records. Il est suivi de leur première tournée en Allemagne. Deux ans plus tard, le 20 janvier 2012, suivait le deuxième album, Macht doch was ihr will, distribué par le label discographique indépendant Nothing to Lose. Il s'ensuit plusieurs participations à des festivals et une tournée de concerts. À la suite de la tournée de décembre 2012, Flozze se sépare de Pensen afin de pouvoir commencer quelque chose de nouveau. Dans le même temps, Pensen affirme que le départ de Flozze ne signifiait pas la fin du groupe.
Depuis 2013, Flozze est remplacé par Tim « Timmey » Pascharat, un ami de longue date du groupe. Celui-ci savait certes jouer de la guitare auparavant, mais il apprend la batterie spécialement pour Das Pack afin de pouvoir remplacer Flozze. Il n'a que six semaines pour s'entraîner avant de partir en tournée.
Leur troisième album, Kopenhagen, sort le 15 août 2014. Le 3 septembre 2015, le groupe confirme l'arrivée du bassiste « Herr Schmidt ». Das Pack se produit entre autres au Wutzrock, en 2010 au Summer Breeze Open Air, en 2011 à l'Einbecker Eulenfest, en 2012 à la Ringrocker Warm Up Party et au Serengeti Festival, en 2013 au Ruhrpott Rodeo, au Rocken-am-Brocken et au Eier-mit-Speck-Festival, en 2014 au Soundgarden Festival, en 2016 au Reload Festival et en 2018 au Wacken Open Air et au Hafen-Rock-Festival. En 2016, le groupe parcourt dix villes à travers l'Allemagne en compagnie de Rogers, Stereogold et Rivers Become Oceans.
Pensen est entre autres membre du groupe Monsters of Liedermaching.

## Discographie

### Albums studio
- 2007 : Das Pack (Pängg Distribution; réédité en 2009 chez Redfield Records, Soulfood, Cargo Records)
- 2012 : Macht doch was ihr wollt (Soulfood)
- 2014 : Kopenhagen (CD chez Amigo Records, édité chez Rough Trade, LP chez Kingstar Music)
- 2018 : Intelligentes Leben (Omn Label Services)[6]
- 2022 : Die Kernseife der Medaille

### Singles
- 2012 : Weils Geils
- 2014 :  Situation